# Legio Gemella
La legio Gemella era un'unità militare romana di epoca tardo repubblicana, che fu formata da Gneo Pompeo Magno dalla fusione di due legioni "gemelle" nel 49 a.C. Si trattava delle legioni XVII e XVIII, formate da Publio Cornelio Lentulo Spintere e allora posizionate in Cilicia. Arruolata per combattere contro Gaio Giulio Cesare, fu dapprima inviata in Sicilia e poi in Macedonia, dove prese parte alla successiva battaglia di Farsalo (all'ala destra dei pompeiani), al termine della quale fu sciolta, alcuni suoi legionari furono mandati in congedo a Falerii, altri confluirono nelle nuove legioni, create dal vincitore, XXXV-XXXVIII.